# یواس‌اس دین
یواس‌اس دین ممکن است به یکی از موارد زیر اشاره داشته باشد:
- یواس‌اس دین (ای‌پی‌ای-۲۳۸)
- یواس‌اس دین (۱۷۷۸)